# Plochonos japonský
Plochonos japonský (Callanthias japonicus) je paprskoploutvá ryba z čeledi plochonosovití (Callanthiidae).
Druh byl popsán roku 1910 ichtyologem Franzem.

## Popis a výskyt
Maximální délka ryby je 23,3 cm.
Tělo podlouhlé, zploštělé a růžové barvy, břišní část žlutá.
Byla nalezena ve vodách severozápadního Pacifiku: jižní Japonsko a Východočínské moře. Obývá písčitá a kamenitá dna.